# Gymnotus stenoleucus
Gymnotus stenoleucus är en fiskart som beskrevs av Mago-leccia, 1994. Gymnotus stenoleucus ingår i släktet Gymnotus och familjen Gymnotidae. Inga underarter finns listade i Catalogue of Life.